# Жак Рогге
Жак Рогге (нід. Jacques Rogge; нар. 2 травня 1942, Гент - 29 серпня 2021) — бельгійський лікар і спортсмен; президент Міжнародного олімпійського комітету (2001–2013).

## Біографія
Народився 2 травня 1942 року в Генті (Бельгія). За фахом хірург-ортопед, має науковий ступінь із спортивної медицини. Жан Рогге спортивну кар'єру розпочав із регбі й провів десять матчів за збірну Бельгії. Згодом захопився вітрильним спортом.
Тричі брав участь у регатах Олімпійських ігор (Мехіко-1968, Мюнхен-1972, Монреаль-1976) у складі команди з вітрильного спорту в класі «Фінн». Чемпіон світу з вітрильного спорту, двократний віцечемпіон, 16-кратний чемпіон Бельгії. Чемпіон Бельгії з регбі.
З 1989 до 1992 роки був президентом Національного олімпійського комітету Бельгії.
1989 року став президентом Європейського олімпійського комітету (ЄОК) і віцепрезидентом Асоціації національних олімпійських комітетів (АНОК).
З 1990 року був членом комісії олімпійського руху і комісії олімпійської солідарності.
1991 року Жак Рогге обраний членом Міжнародного олімпійського комітету (МОК), увійшов до складу робочої групи з розробки олімпійської програми й медичної комісії МОК.
Впродовж 5 років був головою координаційної комісії Олімпіади-2000 у Сіднеї й очолив аналогічну комісію з Олімпіади-2004 в Афінах.
1998 року Жан Рогге увійшов до виконкому Міжнародного олімпійського комітету.
16 липня 2001 року був вибраний восьмим президентом Міжнародного олімпійського комітету, який очолював 8 років (2009).
9 жовтня 2009 року Жак Рогге був переобраний на новий чотирирічний термін, що став для нього останнім. 67-річний бельгієць був єдиним кандидатом на цю посаду й в результаті, він отримав підтримку 88 членів МОКу з 89, які брали участь у голосуванні.
Рогге ьув одружений, у нього двоє дітей.

## Рогге в Україні
1 липня 2012 року Жан Роґґе вп'яте відвідав Україну, втретє — як президент МОК. Він завітав до нововідкритого Олімпійського дому та поспілкувався з олімпійськими чемпіонами України.

## Нагороди
- Орден князя Ярослава Мудрого III ступеня (Україна, 2006 рік)[8][9]
- Орден «За заслуги» I ступеня (Україна, 2010 рік)[10]
- Кавалер Великого хреста ордена «За заслуги перед Італійською Республікою» (2006 рік)[11]
- Кавалер Великого хреста ордена «За заслуги перед Литвою» (10 січня 2006 року)[12]
- Орден «За спортивні заслуги» 1 класу (Румунія, 2006 рік)[13]